# August Schmidt (General, 1883)
August Schmidt (* 1. Februar 1883 in Hildesheim; † 23. November 1955 in Rotenburg in Hannover) war ein deutscher General der Flakartillerie im Zweiten Weltkrieg.

## Leben
Schmidt trat am 16. Oktober 1901 als Offiziersanwärter in das Mansfelder Feldartillerie-Regiment Nr. 75 ein. Er wurde am 27. Januar 1903 zum Leutnant befördert. Als solcher erfolgte seine Verwendung als Batterieoffizier in seinem Regiment. Ab Februar 1909 wurde er dann als Batterieoffizier im 1. Hannoverschen Feldartillerie-Regiment „von Scharnhorst“ Nr. 10 eingesetzt. Am 27. Januar 1911 wurde er zum Oberleutnant befördert.
Mit Beginn des Ersten Weltkriegs wurde er als Batterieführer zum Reserve-Feldartillerie-Regiment Nr. 10 versetzt. Im Herbst 1914 wurde er Abteilungsführer beim Reserve-Feldartillerie-Regiment Nr. 46 und am 8. Oktober 1914 zum Hauptmann befördert. Ab Anfang 1915 wechselte er in den Stabsdienst, wo er zunächst Adjutant der 91. Reserve-Infanterie-Brigade war. Ab Herbst 1916 bis zum Sommer 1918 verrichtete er seinen Dienst als Erster Generalstabsoffizier bei der 28. Division ab Sommer 1918 im Generalstab des X. Reserve-Korps. Für sein Wirken erhielt er beide Klassen des Eisernen Kreuzes und das Ritterkreuz des Königlichen Hausordens von Hohenzollern mit Schwertern.
Nach Kriegsende wurde er zunächst in die Reichswehr übernommen und dort im Reichswehrministerium eingesetzt. Vom 1. März 1922 war er im Stab des Gruppenkommandos 1 in Berlin. Am 30. Juni 1922 schied er als Major aus dem aktiven Dienst aus.
Von 1922 bis 1934 arbeitete Schmidt in der Privatwirtschaft. Er war von 1925 bis 1933 Vorstandsmitglied im Raiffeisenverband. Im Sommer 1934 wurde er Angestellter im Reichswehrministerium, um dort als Leitender Direktor beim Reichsverteidigungsausschuss zu arbeiten.
Am 1. März 1935 wurde Schmidt als Oberst wieder in den aktiven Dienst übernommen und arbeitete weiter im Reichswehrministerium, ab Mai 1935 Reichskriegsministerium. Am 1. April 1936 wechselte er an die Luftkriegsakademie nach Berlin-Gatow mit anschließender offizieller Versetzung in die Luftwaffe. Ab 1. April 1937 wurde er dann zum Höheren Kommandeur der Flakartillerie in Königsberg und am 1. November 1937 zum Kommandierenden General und Befehlshaber des Luftgaus VI (Münster) ernannt; dieses Kommando behielt er bis wenige Wochen vor Ende des Zweiten Weltkriegs. Am 1. Januar 1938 erfolgte seine Ernennung zum Generalmajor, am 1. Januar 1940 zum Generalleutnant und am 1. Juli 1941 zum General der Flakartillerie. Am 6. März 1944 wurde er mit dem Deutschen Kreuz in Gold sowie am 13. Februar 1945 mit dem Ritterkreuz des Eisernen Kreuzes ausgezeichnet. Am 1. April 1945 wurde Schmidt Kommandierender General des Flak-Korps z. b. V. Nach der Kapitulation der Wehrmacht geriet er am 8. Mai 1945 in britische Kriegsgefangenschaft.
Nach dem Krieg wurde er 1947 von einem britischen Militärgericht in Hamburg in einem der Fliegerprozesse als Kriegsverbrecher zu lebenslanger Haft verurteilt. Er gab 1944 Befehle des Oberkommandos der Wehrmacht weiter, dass gefangene alliierte Flieger nicht geschützt, sondern von der Bevölkerung angegriffen, misshandelt und getötet werden können. Die lebenslange Haftstrafe wurde nach seiner Berufung auf zehn Jahre reduziert. Im November 1950 wurde er aus gesundheitlichen Gründen vorzeitig aus der Haft entlassen.